# 朱頂鶴
朱頂鶴（1899年—1969年8月24日），原名衛鶴頤，二次世界大戰前是粵劇、電影、歌唱明星，擅演諧角丑生，朱頂鶴的首本名曲有《盲公問米》及《客途秋恨》；電影處男作粵語文藝片《殘歌》（1935年）；息影作粵語武俠片《神鵰女俠》（1965年），一生演出40齣電影。晚年退休前仍教授粵劇音樂及曲詞。1969年8月24日上午9時10分病逝於廣華醫院，享齡70歲；遺體在1969年8月26日下午2時在九龍殯儀館出殯。

## 外部連結
- 香港電影資料館有關朱頂鶴（衛鶴頤）參演電影的記錄[永久]
- 香港影庫：朱頂鶴（衛鶴頤） （页面存档备份，存于）